# 峨眉续断
峨眉续断（学名：Dipsacus asperoides var. emeiensis）为川续断科川续断属下的一个变种。

## 扩展阅读
- 維基物種上的相關：峨眉续断